# Comisión Africana de Derechos Humanos y de los Pueblos
La Comisión Africana de Derechos Humanos y de los Pueblos (CADHP) es un órgano cuasijurisdiccional encargado de promover los derechos humanos y colectivos o de los pueblos en África, así como de la interpretación de la Carta Africana de Derechos Humanos y de los Pueblos y del estudio de quejas individuales relativas a violaciones de la Carta. Debe distinguirse de la Comisión de la Unión Africana, que es el nombre que recibe el Secretariado de la OUA desde la creación de la Unión Africana.
La Comisión se creó con la entrada en vigor, el 21 de octubre de 1986, de la Carta Africana, adoptada por la Organización para la Unidad Africana el 27 de junio de 1981. Sus primeros miembros se eligieron en la 23ª Asamblea de Jefes de Estado y de Gobierno de la OUA, en junio de 1987, y la Comisión se constituyó formalmente el 2 de noviembre de ese año. Durante sus primeros dos años de existencia, tuvo su sede en Adís Abeba, en Etiopía, pero en noviembre de 1989 se trasladó a un edificio construido específicamente para la Comisión en Banjul, en Gambia.
La Comisión se reúne dos veces al año, normalmente en marzo o abril y en octubre o noviembre. Una de las reuniones es normalmente en su sede de Banjul, y la otra en cualquier otro Estado africano.
Por otro lado, "a pesar de las ambiguas competencias que le son atribuidas por la CADHP y de las limitaciones presupuestarias, de personal  y de confidencialidad a la que se ha visto sometida, la Comisión se ha caracterizado por dedicar su empeño a la promoción de los derechos humanos en el continente africano, así como por adoptar una línea jurisprudencial garantista y extensiva; siendo sus decisiones citadas, no solo por tribunales nacionales y subregionales del continente, sino, también, por tribunales internacionales como la Corte Internacional de Justicia".